# 유경의
유경의(柳慶義, 1964년 10월 10일, 충청남도 공주시 ~ )는 대한민국의 시민운동가, 체육인, 스포츠행정가, 기업인이다. 

## 생애

### 학력
- 연세대학교 정치외교학과 학사 졸(정치외교학 학사)
- 미국 뉴욕 컬럼비아 대학교 MBA

#### 비학위 수료
- 미국 스탠포드 대학교 최고 경영자 과정(SEIT)

#### 명예 박사 학위
- 필리핀 호세 리잘 메모리얼 주립 대학교 명예 문화인류학 박사

### 약력
- 1996년 Summit Holding Co., Ltd(홍콩)General Manager
- 2000년 (주)진학사 부사장 / 이사
- 2003년 진학컨설팅 대표이사 사장
- 2007년 (주)센트럴시티 이사
- 2008년 아시아축구연맹(AFC) 사회공헌위원회 부국장
- 2008년 국제축구연맹(FIFA) 스페셜 프로젝트국 위원
- 2011년 주한한국유학생지원협의회(KISSA) 회장
- 2012년 범시민사회단체연합 공동대표
- 2012년 JW Marriott 호텔(한국)이사
- 2012년 통일을 실천하는 사람들(통일천사) 공동대표
- 2012년 International Boxing Federation(IBF) 아시아 대표
- 2013년 (사)인성교육 범국민 실천연합(인실련) 이사
- 2014년 (사)사랑의 빛 중앙회장
- 2015년 Asia Pacific Peace and Service Alliance 동북아시아 사무총장
- 2017년 STS&P 조직위원회 사무총장
- 2017년 프로축구 안양FC 이사
- 2018년 티아홀딩스 대표이사
- 2018년 STS&P 조직위원회 수석 부위원장
- 2019년 UNOPS Senior Advisor
- 2019년 STS&P 조직위원회 부위원장

## 주요활동

### 글로벌 사회공헌 활동
- 2011년 ~ 현재 전기가 공급되지 않는 저개발지역 태양광에너지 지원 및 지속가능한 발전을 위한 현지 주민 자립역량 강화 활동 (필리핀, 캄보디아, 케냐, 말레이시아, 인도네시아, 몽골 등)

### 국제스포츠기구 활동
- 2008년 5월 아시아축구연맹(AFC)사회공헌위원회 부국장으로 임명됨
- 2008년 12월 8년 12월 FIFA 스페셜 프로젝트위원회 아시아 대표 위원으로 임명됨 (FIFA 스페셜 프로젝트위원회는 아프리카와 오세아니아, 인도, 북중미, 남미지역축구 인프라 구축사업을 담당하는 위원회이다.)

- 2012년 6월 세계복싱연맹(IBF) 아시아 대표로 임명됨

### 국내활동
- 2008 진주 고봉우FC 2년간 용품지원 (국내 유소년 축구 지원사업)
- 2009 대한축구협회 및 K리그 단장 스페인축구 연수 프로그램 운영 및 일정 주관
- 2009 K리그 컵대회 스폰- '피스컵코리아 2009'
- 2010 "지구촌 균형 발전을 위한 한국형 개발 모델" 국제 컨퍼런스 개최
- 2011 주한유학생 스포츠 대축제 개최
- 2011 "동아시아 평화와 한반도 통일" 국제 컨퍼런스와 컨벤션 개최
- 2012 "주한유학생을 위한 정책 포럼" 국회 개최
- 2012 통일기부서약국민캠페인 기획 및 전개

### 기타 활동 내용
다문화가정 자녀 대상으로 스포츠경기관람을 비롯한 문화체험 프로그램을 진행, 드림꿈나무(구 소년의 집) 축구코치 지원, 기업CSR 컨설팅